# Cratere Wróblewski
Wróblewski è un cratere lunare di 21,78 km situato nella parte sud-occidentale della faccia nascosta della Luna.